# 카네코 노부오

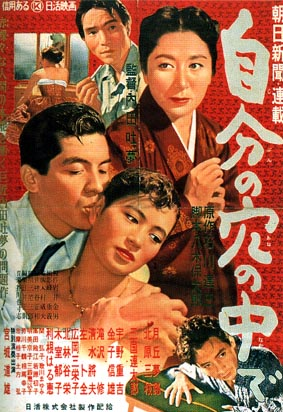

카네코 노부오(Nobuo Kaneko, 1923년 3월 27일 ~ 1995년 1월 20일)는 일본의 배우이다.
도쿄도에서 태어났으며 지요다구에서 사망하였다.

## 영화
- 대막부 전쟁 (1991년)
- 외통수 (1991년)
- 눈과 피의 4일 (1989년)
- 나미다바시 (1983년)
- 프루프 오브 와일드니스 (1978년)
- 아코성단절 (1978년)
- 현경찰 대 조직폭력 (1975년)
- 의리없는 전쟁 4 - 정상작전 (1974년)
- 의리없는 전쟁 5 - 완결편 (1974년)
- 신 의리없는 전쟁 (1974년)
- 의리없는 전쟁 3 - 대리전쟁 (1973년)
- 의리없는 전쟁 (1973년)
- 흡혈촉루선 (1968년)
- 배틀 오브 더 드래곤스 (1966년)
- 붉은 손수건 (1964년)
- 탐정사무소 23, 죽어라 악당들 (1963년)
- 야수의 청춘 (1963년)
- 인간의 조건 3 (1961년)
- 아루 교하크 (1960년)
- 대초원의 철새 (1960년)
- 기타를 멘 철새 (1959년)
- 나잇 드럼 (1958년)
- 폭풍을 부르는 남자 (1957년)
- 8시간의 공포 (1957년)
- 막말태양전 (1957년)
- 내면의 굴레 (1955년)
- 메아리 학교 (1952년)
- 살다 (1952년)